# Exacanthomysis alaskensis
Exacanthomysis alaskensis är en kräftdjursart som först beskrevs av A. H. Banner 1954.  Exacanthomysis alaskensis ingår i släktet Exacanthomysis och familjen Mysidae. Inga underarter finns listade i Catalogue of Life.